# Couthures-sur-Garonne
Couthures-sur-Garonne é uma comuna francesa na região administrativa da Nova Aquitânia, no departamento Lot-et-Garonne. Estende-se por uma área de 7 km². Em 2010 a comuna tinha 356 habitantes (densidade: 50,9 hab./km²).